# Daniel Jovanović
Daniel Valentino Jovanović, född 19 april 1988 i Västra Skrävlinge församling i Malmö, är en svensk fotbollsspelare som spelar för Heleneholms SK. Han har även spelat för Sveriges U19-landslag.

## Karriär
Jovanovic växte upp i Rosengård och Sofielund. Hans far är från Serbien och hans mor är från Finland. År 2006 blev Jovanovic utnämnd till årets bästa junior och hans fotbollskarriär började i IFK Malmö. År 2009 köpte Trelleborgs FF Jovanovic och hans två år äldre bror Zoran Jovanovic.
Han skrev till säsongen 2014 på för division 2-klubben FC Höllviken. Han debuterade i seriepremiären mot KSF Prespa Birlik den 12 april 2014. Matchen slutade 1–1 och Jovanović blev inbytt i den 77:e minuten mot Max Westerberg. Han spelade totalt 23 matcher under säsongen och gjorde åtta mål. Efter endast en säsong lämnade han Höllviken. Mellan 2015 och 2016 spelade Jovanović för IFK Trelleborg.
Säsongen 2017 gick Jovanović till division 4-klubben FBK Balkan. Den 18 juni 2017 gjorde Jovanović fyra mål i en 7–0-vinst över MF Pelister. Den 22 juni 2017 gjorde han återigen fyra mål i en 6–1-vinst över Åkarps IF. Totalt gjorde Jovanović 27 mål på 22 matcher säsongen 2017. Säsongen 2018 hade han skadeproblem men gjorde ändå 10 mål på 17 matcher.
I november 2018 värvades Jovanović av LB07. Säsongen 2021 gjorde han 21 mål på 17 matcher för Heleneholms SK i division 5. Följande säsong gjorde Jovanović åtta mål på 14 matcher. Säsongen 2023 gjorde han sju mål på nio matcher. Följande säsong gjorde Jovanović sex mål på 12 matcher i division 4.